# Juan José Arévalo
Juan José Arévalo Bermejo (10. september 1904 – 8. oktober 1990) var Guatemalas præsident i årene 1945-51.
Arévalo var leder af statskuppet, der styrtede Jorge Ubico i 1944. Efter Guatemalas første frie valg, blev han præsident i 1945. Han trak sig tilbage ved udløbet af sit mandat i 1951.